# Yerablur
Yerablur (en armenio: Եռաբլուր) es un cementerio militar localizado en lo alto de una colina en las afueras de Ereván (Armenia). desde 1988, Yerablur ha estado especialmente dedicado a los soldados que perdieron la vida en la guerra de Nagorno Karabaj.
741 personas están enterradas en el panteón de Yerablur, entre ellas:
- Vardán Stepanián (1992)
- Monte Melkonian (1993)
- Garó Kahkeyián (1993)
- Shahén Meghrián (1993)
- Sosé Mairig (muerta en 1952, enterrado en Yerablur en 1998)
- Vazguén Sargsián (1999)
- Andranik (muerto en 1927, enterrado en Yerablur en el año 2000)[1][2]
- Gurguén Margarián (2004)
- Sebuh Nersesián (muerto en 1940, enterrado en Yerablur en 2014)[3][4]
- Robert Abajyan (1996-2016)

## Galería

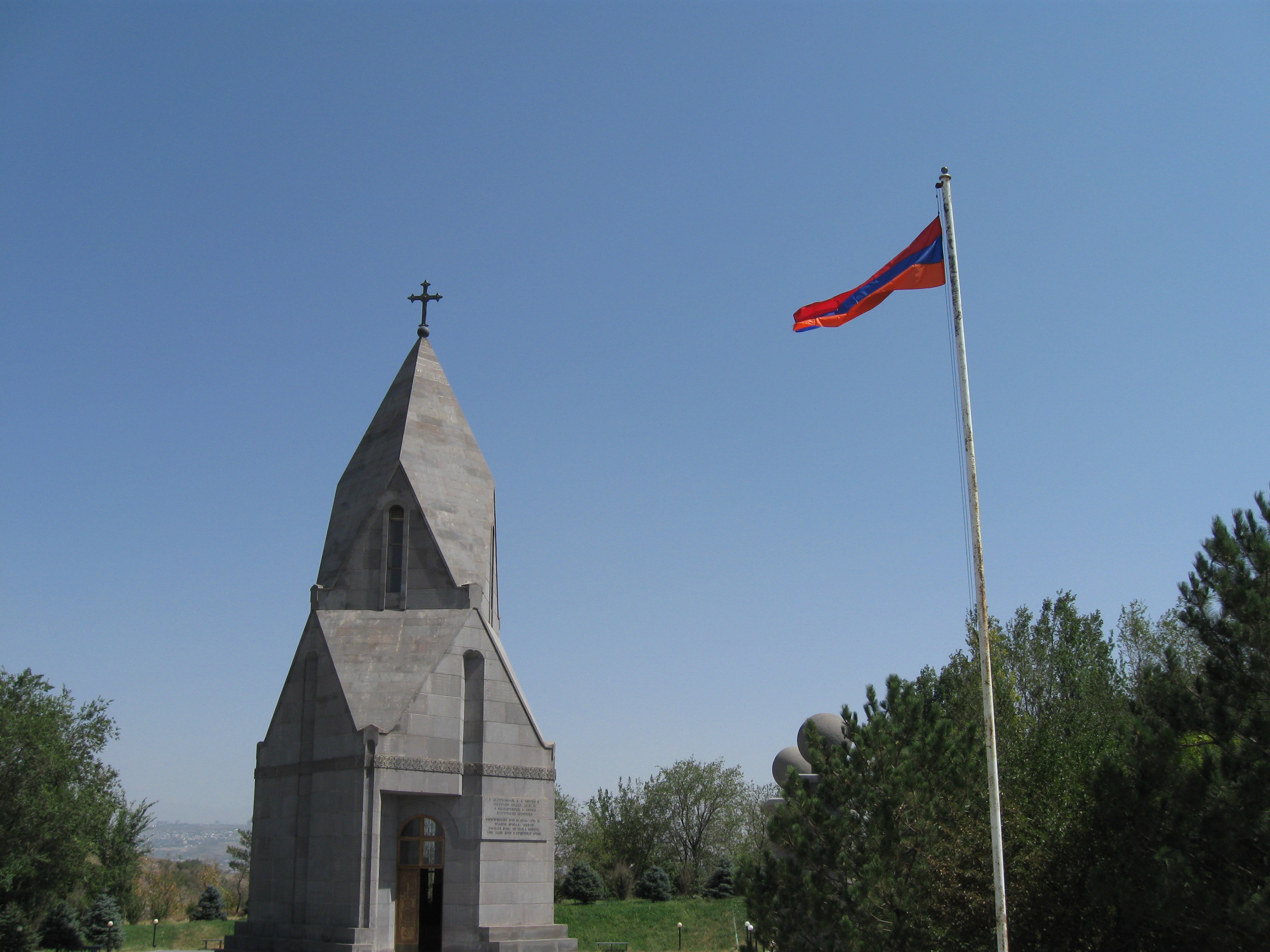
Iglesia de los Santos Mártires de Vartanants, en Yerablur
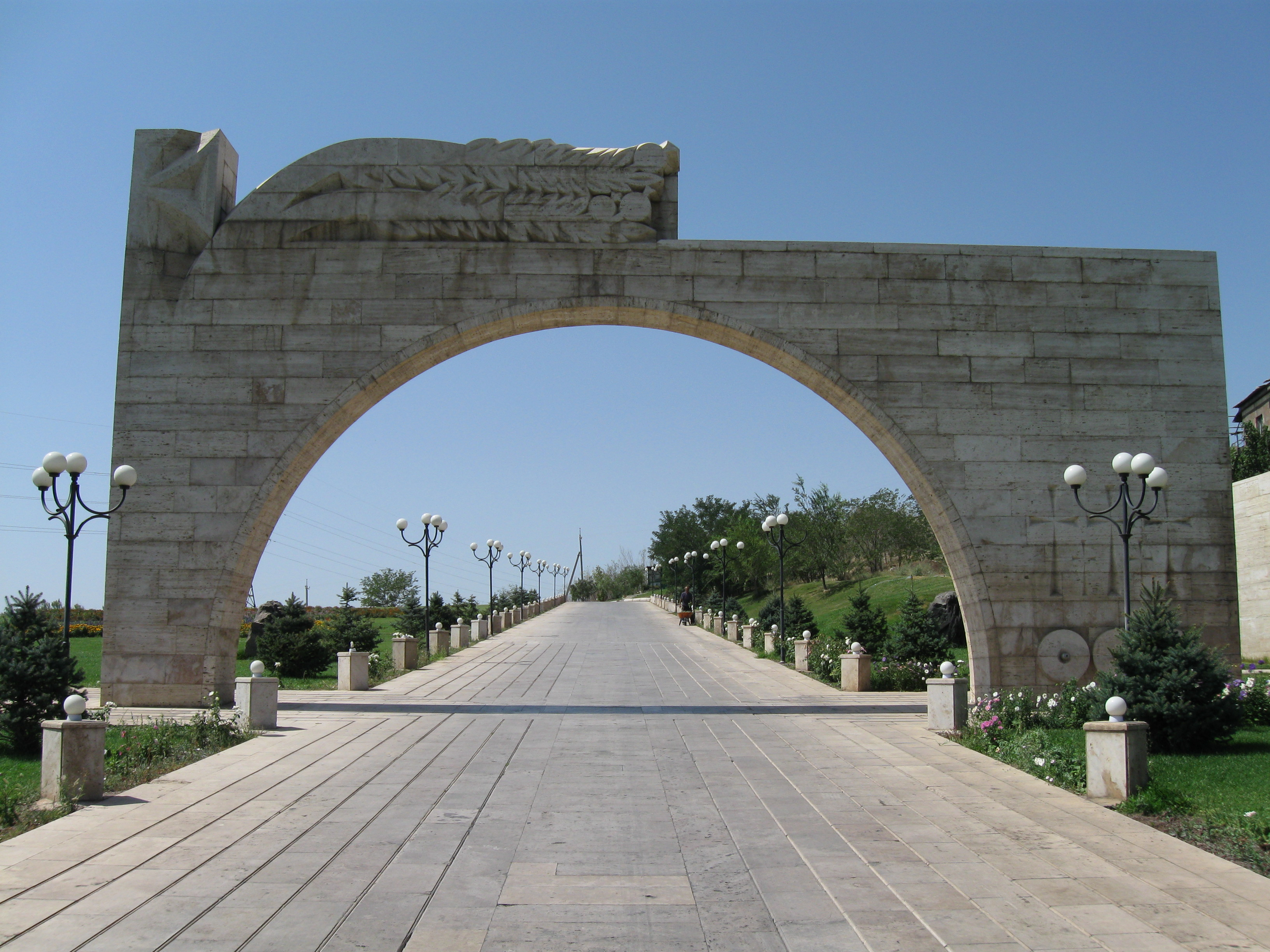
La entrada principal
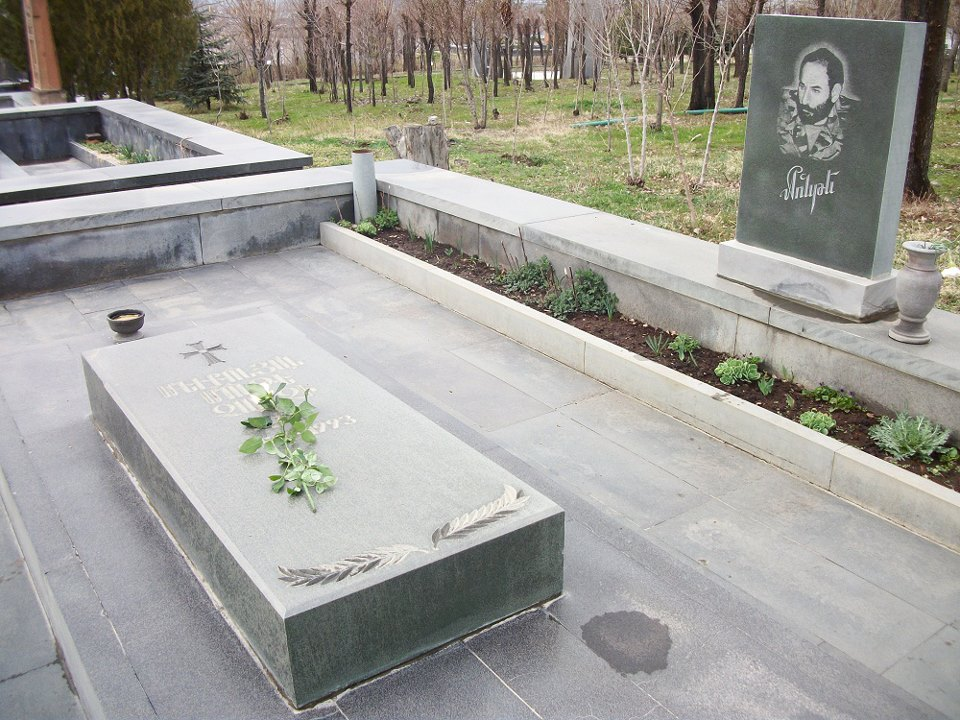
Monte Melkonian
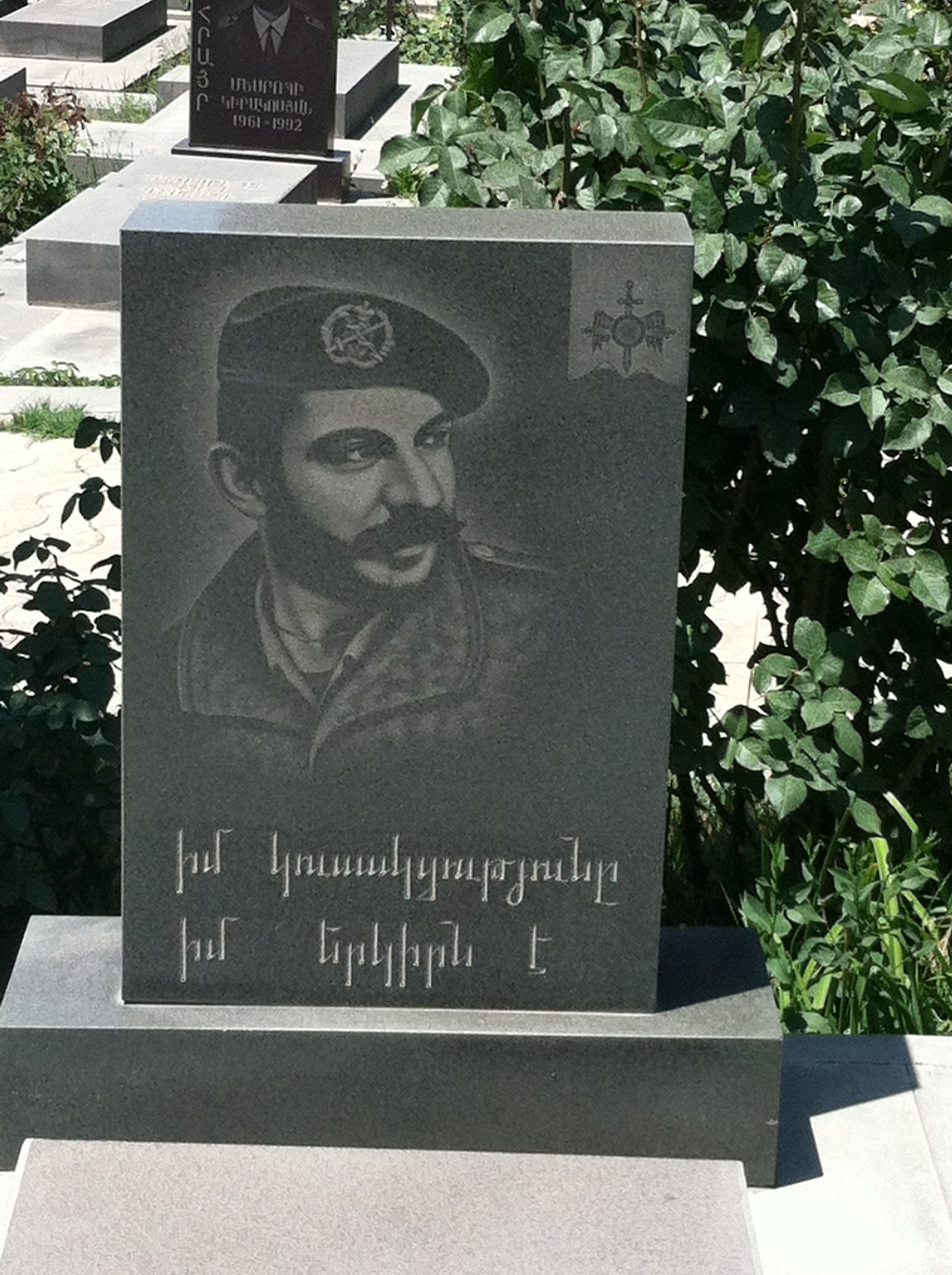
Garo Kahkeyián
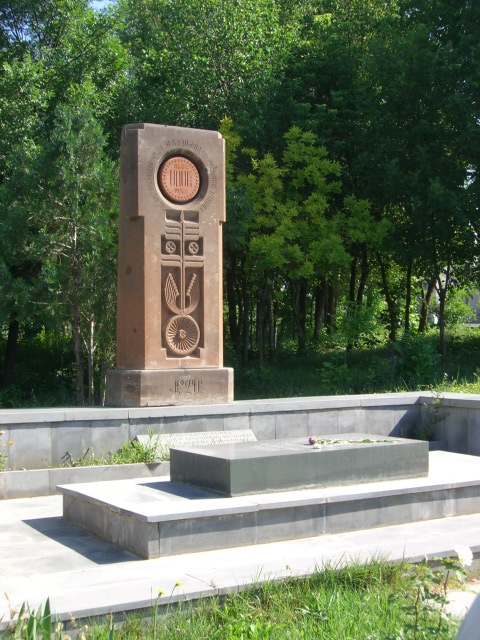
Sosé Mairig
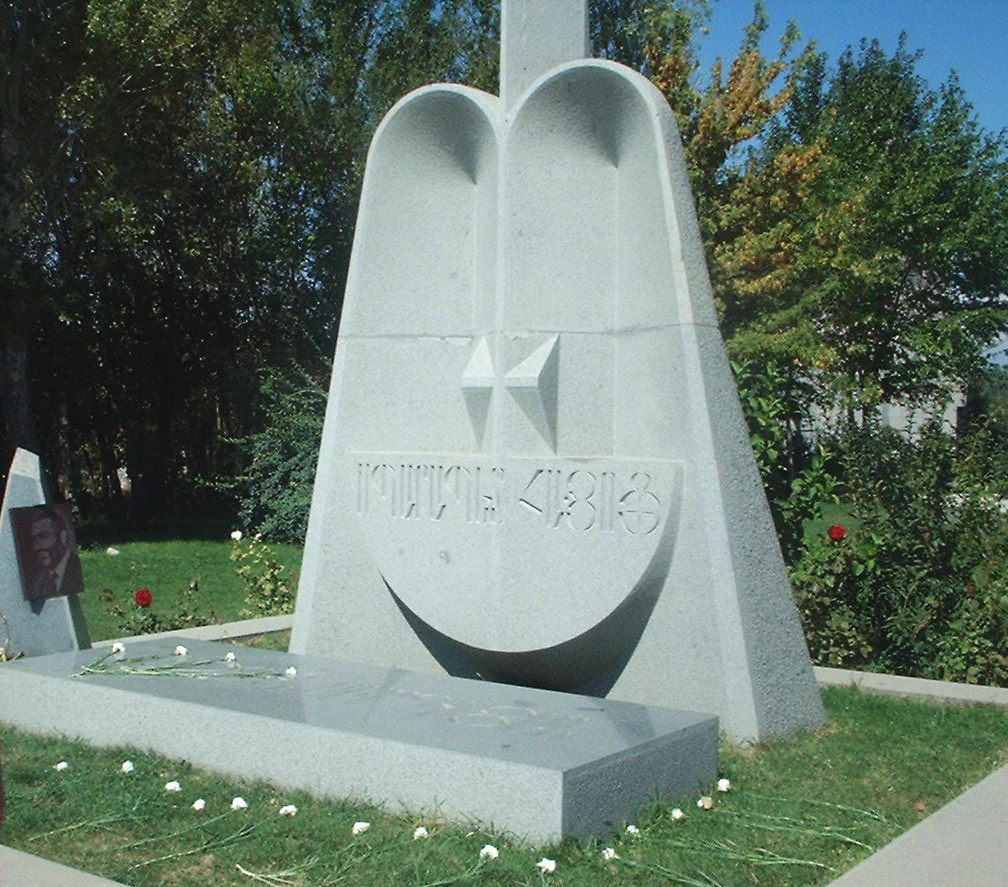
Vazguén Sargsián
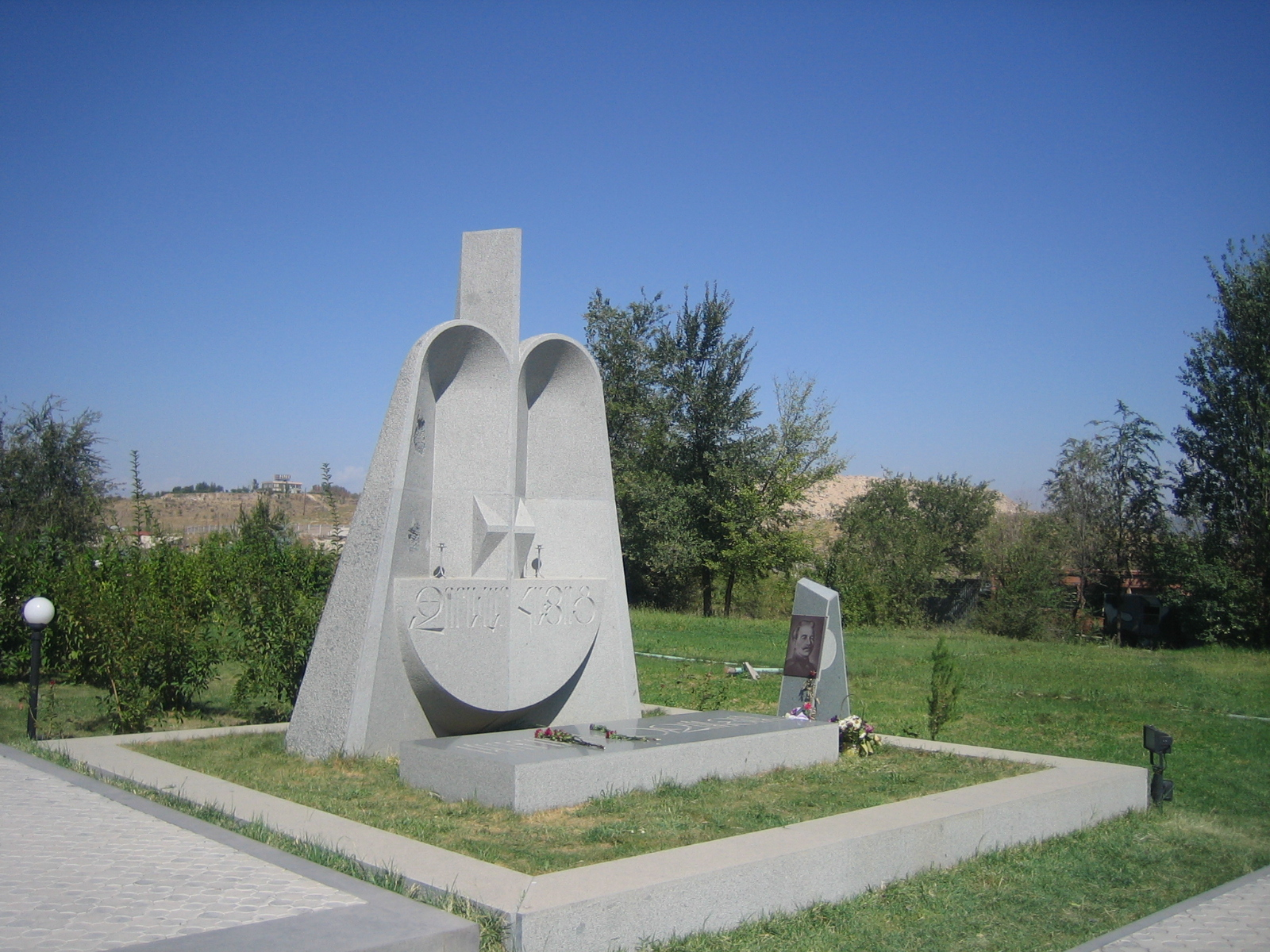
Andranik
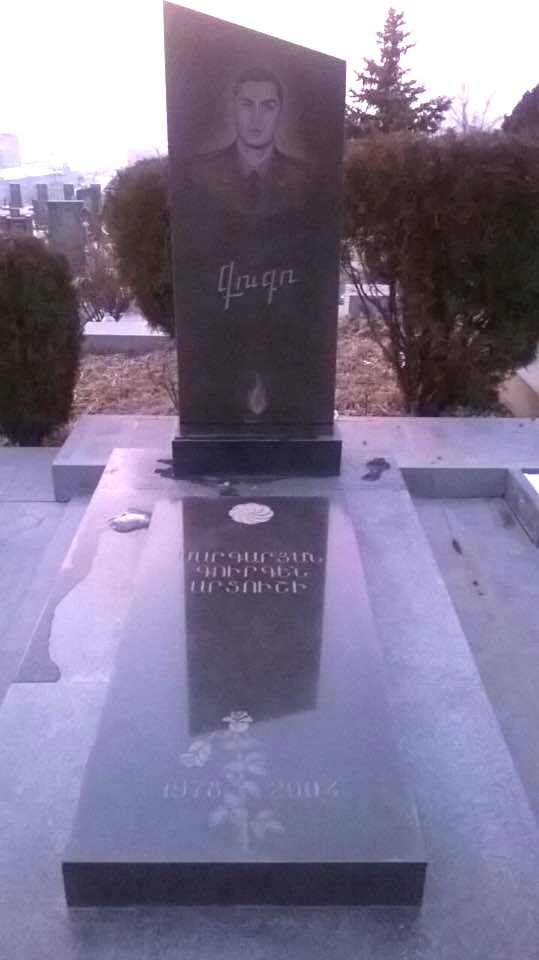
Gurguén Margarián
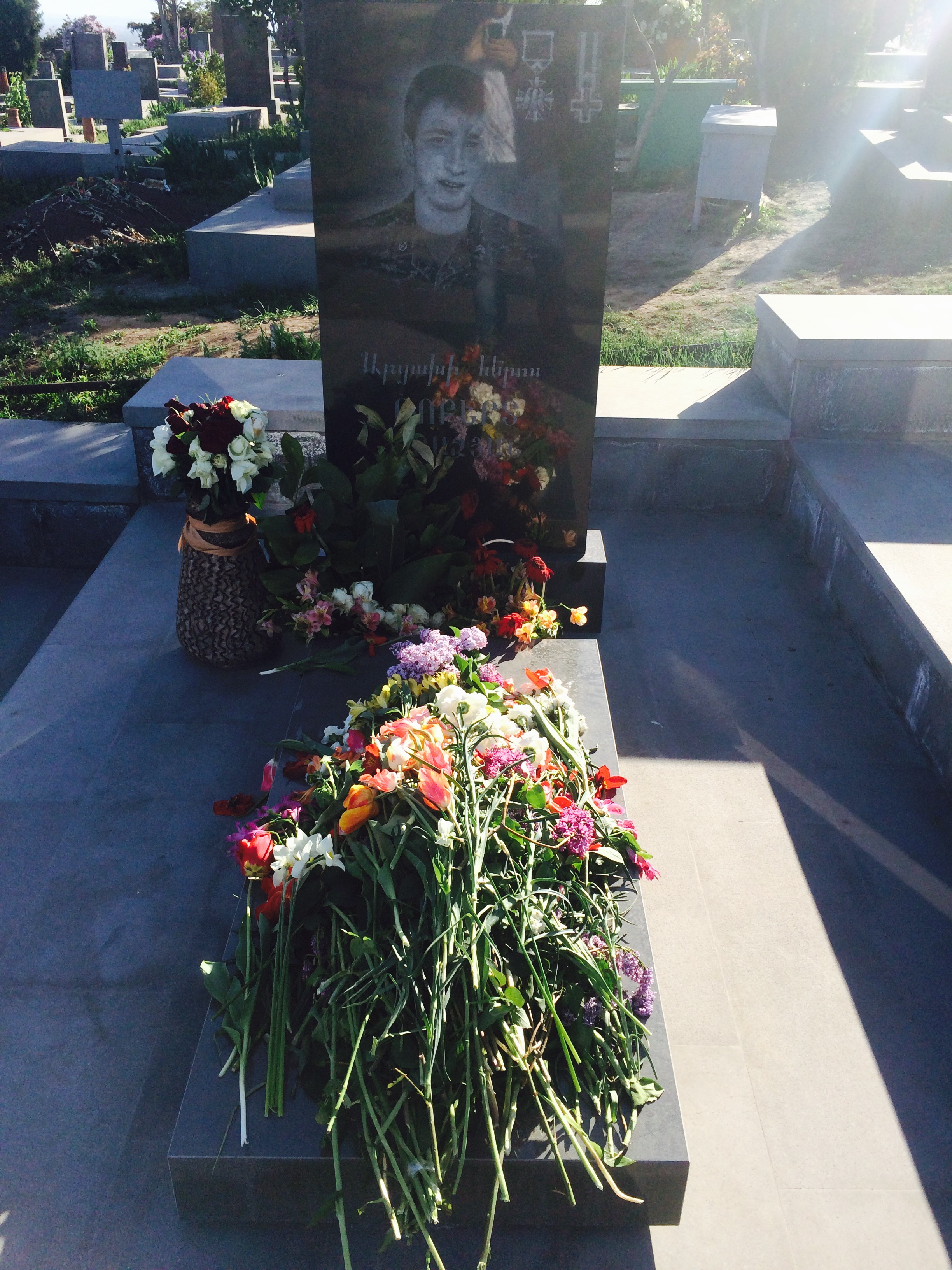
Robert Abajyan